# کریس وود
کریس وود (زاده ۱۴ آوریل ۱۹۸۸) یک هنرپیشه آمریکایی است که بیشتر بخاطر بازی در نقش کای پارکر در فصل شش مجموعه تلویزیونی خاطرات خون‌آشام و سوپرگرل (در نقش مان-ال) شهرت دارد. همچنین او در نقش آدام ویور، نویسنده‌ای در نیویورک، در خاطرات کری بازی کرده‌است. او با بازی در سریال سوپرگرل با ملیسا بنویست آشنا شد و سپس نامزد کردند و سال ۲۰۱۹ ازدواج کردند. اکنون آنها صاحب یک فرزند به نام Hexley هستند.

## مسیر شغلی
وود در کارولینای شمالی به دانشگاه الون رفت و در سال ۲۰۱۰ لیسانس هنرهای زیبا در تئاتر موزیکال گرفت. بعد از فارغ‌التحصیلی، در تور جهانی «جنبش بهار» بازی کرد. اولین کار تلویزیونی او در فیلم Browsers در اوایل ۲۰۱۳ بود. در سپتامبر ۲۰۱۳، تهیه‌کنندگان خاطرات کری اعلام کردند که وود در فصل دوم به آنها ملحق خواهد شد.
وود در فصل شش خاطرات خون‌آشام در نقش کای ظاهر شد. همچنین در قسمتی از سریال دختران در نقش پال حضور داشت. وود در سریال درام بازداشتن نقش جیک را ایفا کرده‌است و همچنین در سریال سوپرگرل به بازی در نقش مان-ال پرداخته‌است. وی در سال ۲۰۱۹ با ملیسا بنویست که همکار او در سریال سوپر گرل بود ازدواج کرد و صاحب یک فرزند پسر به نام Huxley Robert Wood شدند.